# Phratochronis
Phratochronis — вимерлий рід хроніозухідних рептіліоморф із верхньопермських аргілітових відкладень місцевості Дашанкоу, формація Сідагоу в Китаї. Його вперше назвали Цзінь-Лінг Лі та Чжен-Ву Ченг у 1999 році від верхньої та передщелепної кістки з майже повним зубним рядом (IGCAGS V 364). Типовим видом є Phratochronis qilianensis. Родова назва означає «брати клану» (Phrat грецькою) + «пізній» (chroni) щодо його таксономічного положення, а видова назва стосується гірського ланцюга, де було знайдено типовий зразок.